# Оттон II (герцог Брауншвейг-Люнебурга)
Оттон II Сильный (нем. Othon II. der Strenge; около 1266 — 10 апреля 1330) — герцог Брауншвейг-Люнебурга в Люнебурге с 1277 года. Сын герцога Иоганна I и его жены Луитгарды Гольштейнской.

## Биография

Брауншвейг-Люнебург (в центре) и купленное Оттоном Сильным графство Вельпе (зелёным слева)

Во время несовершеннолетия Оттона его опекунами были сначала дядя — герцог Альбрехт Брауншвейгский, а после его смерти в 1279 году — другой дядя, епископ Вердена Конрад.
Самостоятельно Оттон II правил с 1282 года. Увеличил размер своих территориальных владений за счёт соседей. Даровал городские права сельским поселениям Гарбург, Даленбург и Селль.
В 1302 году за 6500 марок серебром купил графство Вельпе.
После выборов 1313 года поддерживал своего зятя короля Людвига Баварского, за что получил титул имперского князя.
Умер 10 апреля 1330 года и похоронен в основанном им аббатстве святого Михаила в Люнебурге.

## Семья
В 1288 году Оттон II женился на Матильде (ум. 1319), дочери Людвига II Баварского. У них было пятеро детей:
- Иоганн (ум. 1324), апостолический викарий архиепископства Бремен
- Оттон III (ок. 1296—1352) — князь Люнебурга
- Людвиг (ум. 1346) — епископ Миндена
- Вильгельм II (ок. 1300—1369), князь Люнебурга
- Матильда (ум. 1316), жена Николая II фон Верле